# كريستيان لندستروم
كريستيان لندستروم (بالسويدية: Christian Lundström)‏ هو لاعب كرة قدم سويدي، ولد في 31 مارس 1977. لعب مع نادي إلفسبورغ.